# Popielarnia (Łódź)
Popielarnia – dawniej podłódzka wieś, obecnie peryferyjne osiedle Łodzi, na Widzewie. Rozpościera się wzdłuż ulicy Popielarnia.

## Historia
Dawniej samodzielna miejscowość, od 1867 w gminie Nowosolna. W okresie międzywojennym należała do powiatu łódzkiego w woj. łódzkim. W 1921 roku wieś Popielarnia liczyła 41 mieszkańców. 1 września 1933 utworzono gromadę (sołectwo) Popielarnia w granicach gminy Nowosolna, składającą się ze wsi Popielarnia, Mileszki Dworskie i Mileszki Poduchowne.
Podczas II wojny światowej włączone do III Rzeszy. Po wojnie Popielarnia powróciła do powiatu łódzkiego w woj. łódzkim tracąc status gromady (włączona do gromady Mileszki). W związku z reorganizacją administracji wiejskiej jesienią 1954, Popielarnia, jako składowa Mileszek, weszła w skład nowej gromady Nowosolna.
Od 1 stycznia 1973 ponownie w gminie Nowosolna w powiecie łódzkim, w sołectwie Mileszki. W latach 1975–1987 miejscowość należała administracyjnie do województwa łódzkiego.
1 stycznia 1988 Popielarnię, jako część Mileszek, włączono do Łodzi.